# Beautiful Surprise (singolo)
Beautiful Surprise è un singolo della cantante canadese Tamia, pubblicato nel 2012 ed estratto dall'album omonimo.
Nell'ambito dei Grammy Awards 2013 il brano ha ricevuto una candidatura nella categoria "miglior canzone R&B".

## Tracce
- Download digitale

1. Beautiful Surprise – 3:37

## Video
Il videoclip della canzone è stato diretto da Ryan Pallotta e girato a Malibù (California).